# 瀨戶內海
瀨戶內海（日语：／ Seto Naikai */?）是位於日本本州、四國和九州三大島之間的海。環繞該內海的陸地區域被稱為「瀨戶內地方」。

## 地理特徵
面積23,203平方公里，東西長450公里；南北闊15至55公里；平均水深38米；最大水深105米。有兩個出口（紀伊水道與豐後水道）與太平洋相通；另外有一個出口（關門海峽）與日本海相連，海域範圍內島嶼多達700多個。由於四國山地與中國山地的屏障，氣候較溫暖乾燥，年雨量1000至1400毫米，日照長，該地區在日本氣候分區屬於瀨戶內海式氣候。
海洋生物有500多種，出產香魚、鱟、大白鯊、海参。但赤潮亦經常肆虐當地。
一般認為在最後一次冰河時期時，當時的海平面比現在低得多，而在今日內海所在地，是一個位於中國山地及四國山地之間的盆地。海平面在冰河時期完結後升高，使海水灌入盆地之內，形成今日的瀨戶內海及其中的多組群島。
從古時起，瀨戶內海就已是沿岸關西地區及九州之間的運輸交匯點，同時也是日本與周邊國家（例如：中國大陸及朝鮮半島）交通要道途經之處。即使在連結本州、四國及九州之間的陸上高速公路（如：南海道及山陽道等）建成，瀨戶內海依然是主要的交通要道所在。

## 保護與觀光
早在日本明治維新之前，西方旅行家已經欣賞當地的風光。
1934年3月16日，除大阪及岡山部份地區，內海的海岸線被劃為瀨戶內海國立公園，是日本第一批國家公園之一。

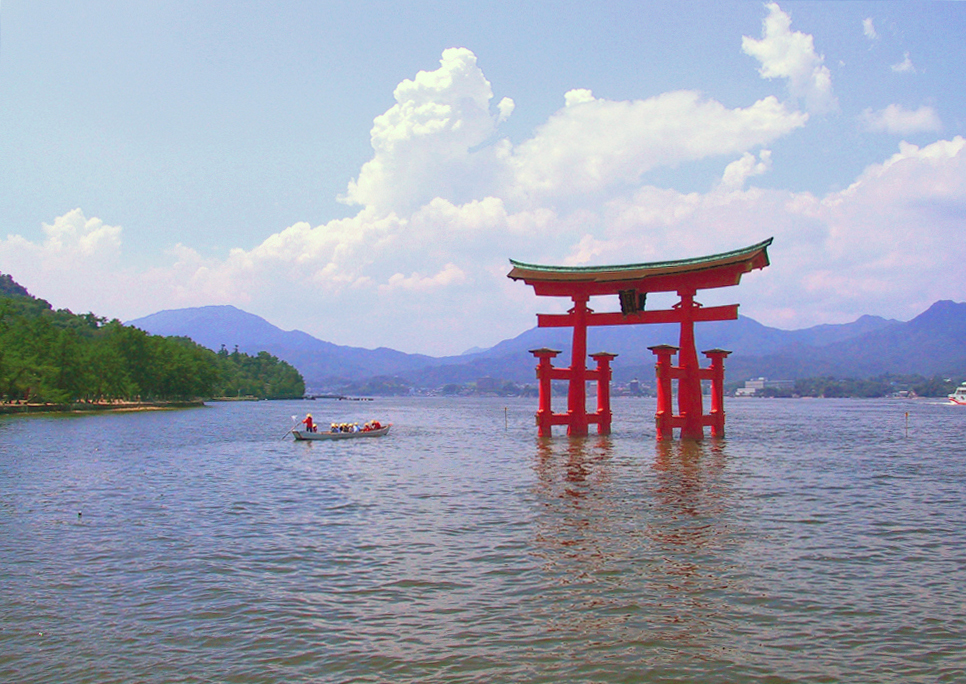
矗立在瀨戶內海的嚴島神社鳥居

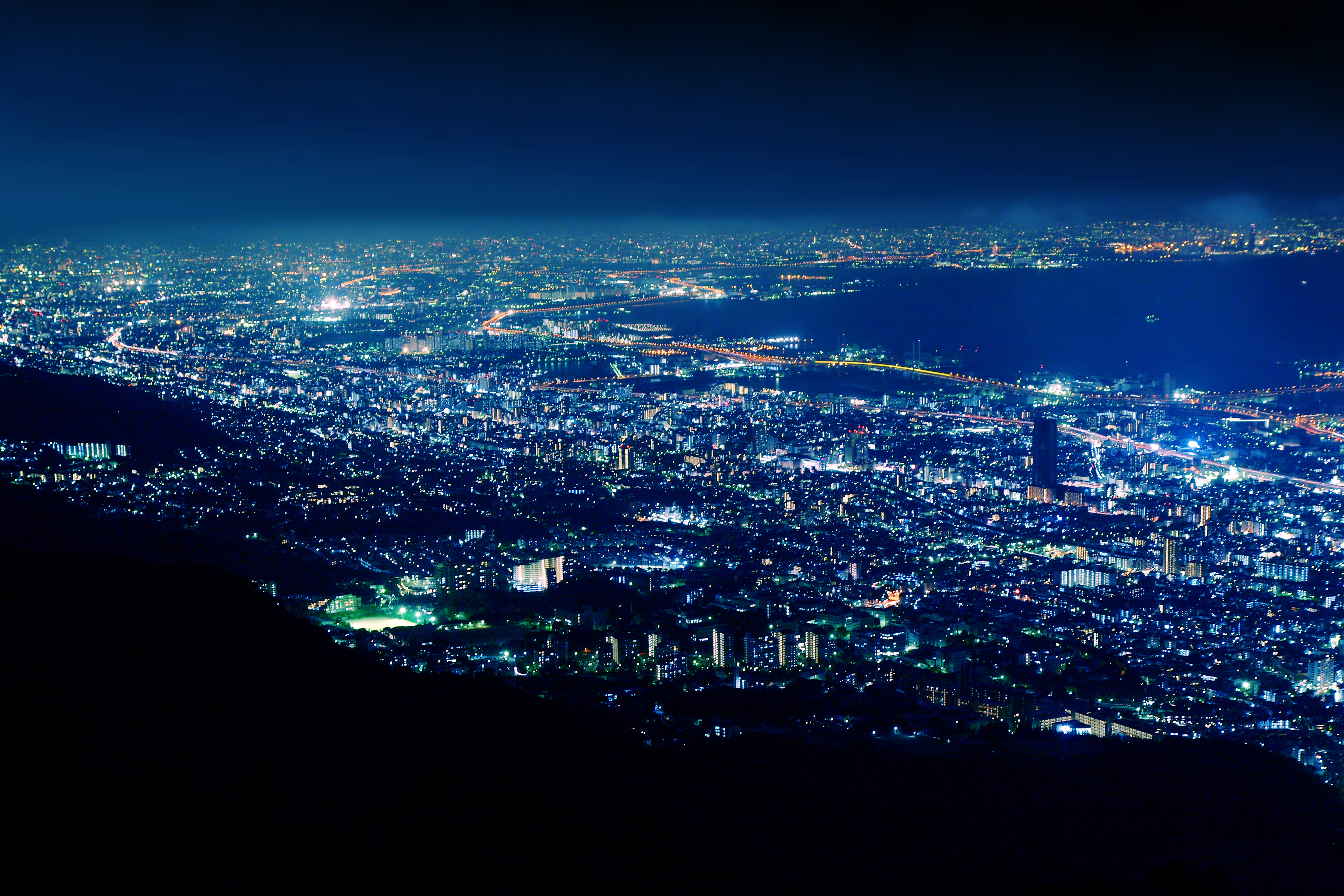
大阪灣沿岸——神戶的夜景

著名的景觀有嚴島神社、小豆島、鳴門漩渦等。

## 沿岸主要城市

### 本州
- 和歌山縣：和歌山市
- 大阪府：大阪市
- 兵庫縣：神戶市、姬路市
- 岡山縣：岡山市、倉敷市
- 廣島縣：廣島市
- 山口縣：下關市

### 九州
- 福岡縣：北九州市
- 大分縣：別府市、大分市

### 四國
- 愛媛縣：松山市
- 香川縣：高松市

## 交通
在橫跨瀨戶內海的道路交通方面，本州與四國之間有3條路線可以連結，統稱為「本州四國聯絡道路」。3條路線分別為：
- 神戶、鳴門線：是神戶淡路鳴門自動車道的一部份。
- 兒島、坂出線：經瀨戶大橋，除汽車用的瀨戶中央自動車道外，JR四國所屬的本四備讚線也同樣通過瀨戶大橋連結了本州與四國。
- 尾道、今治線：是西瀨戶自動車道的一部份，此路線又暱稱為「瀨戶內島波海道」（瀬戸内しまなみ海道）。

### 水路
濑户内海引航区（日语：内海水先区）东西宽240海里、南北长10-30海里，为10,000吨以上船舶提供引水服务，是日本最大的引航区，分为備讃瀬戶、来島（来島海峡）和关门（海峡）两个分区，东西连接大阪湾和关门（海峡）两个引航区。